# Oleg Tokarev
Oleg Tokarev (1 de enero de 1969) es un deportista moldavo que compitió en lucha grecorromana. Ganó una medalla de plata en el Campeonato Europeo de Lucha de 1993, en la categoría de 68 kg.

## Palmarés internacional
| Campeonato Europeo | Campeonato Europeo | Campeonato Europeo | Campeonato Europeo |
| Año                | Lugar              | Medalla            | Categoría          |
| ------------------ | ------------------ | ------------------ | ------------------ |
| 1993               | Estambul (Turquía) | Medalla de plata   | 68 kg              |